# Khu bảo tồn thiên nhiên Nà Hẩu
Khu bảo tồn thiên nhiên Nà Hẩu thuộc địa bàn 4 xã: Nà Hẩu, Đại Sơn, Mỏ Vàng, Phong Dụ Thượng của huyện Văn Yên, tỉnh Yên Bái, với tổng diện tích quy hoạch 16.950 ha, trong đó, khu bảo vệ nghiêm ngặt 7.250 ha, phân khu phục hồi sinh thái 9.700 ha.

## Thành lập
Khu bảo tồn Nà Hẩu được thành lập theo quyết định của UBND tỉnh Yên Bái vào ngày 9/10/2006. Hiện còn 93 hộ dân đang sinh sống và sản xuất nông nghiệp ở ngay trong lõi rừng.

## Địa lý
Khu vực Nà Hẩu như một lòng chảo được tạo nên từ thung lũng hẹp, xung quanh được bao bọc bởi những dãy núi cao. Địa hình ở đây bị chia cắt mạnh tạo thành nhiều khe suối và các hợp thủy. Độ cao trung bình từ 600 - 700m so với mặt biển. Nơi cao nhất 1.788m, nơi thấp nhất 200m. KBTTN Nà Hẩu là khu rừng có các hệ sinh thái đa dạng và phong phú, trong KBT có nhiều loài thực vật, quý hiếm như Lông cu ly, Cẩu tích, Chò xanh… động vật có Báo hoa mai, Báo lửa, Khỉ vàng, Khỉ mặt đỏ, Gà lôi trắng, Gà so ngực gụ.